# Jo Jo English
Stephen « Jo Jo » English, né le 4 février 1970 à Francfort-sur-le-Main, en Allemagne de l'Ouest, est un ancien joueur américain de basket-ball. Il évolue au poste de meneur.